# 佐々木裕之
佐々木 裕之（ささき ひろゆき、1956年9月17日 - ）は、日本の遺伝学者、分子生物学者、医学者。九州大学名誉教授、九州大学特別主幹教授。専門はエピジェネティクス（遺伝子制御の長期記憶）。2015年紫綬褒章受章。
日本におけるエピジェネティクス研究の草分けで、ゲノム刷り込み（ゲノムインプリンティング）現象をモデルとして、エピジェネティクスの機構の解明に貢献した。九大退職後、遺伝研究の集大成としてクラウドファンディングを募り、長年気になっていた三毛猫の毛の色の謎解きを行っていたが、2025年に仕組みを解明した。
特定領域研究・領域代表者、CREST・研究代表者、特別推進研究・研究代表者、日本医療研究開発機構CREST/PRIME・研究開発総括、日本エピジェネティクス研究会・代表幹事、日本分子生物学会・副理事長、日本学術会議・連携会員・正会員、国際ヒトエピゲノムコンソーシアム・運営委員、情報・システム研究機構・経営協議会委員などを歴任。

## 経歴
- 1956年 - 福岡市生まれ（出生地九州大学病院）
- 1975年 - 福岡県立修猷館高等学校卒業
- 1982年 - 九州大学医学部医学科卒業[4]
- 1983年 - 研修医終了（九州大学第一内科）[4]
- 1987年 - 九州大学大学院医学研究科生理系専攻修了（医学博士）「家族性アミロイドポリニューロパチーのDNA診断」[4]
- 1987年 - 九州大学遺伝情報実験施設 助手
- 1990年 - 英国AFRC動物生理学遺伝学研究所 海外リサーチフェロー
- 1992年 - ケンブリッジ大学ウェルカム/CRC研究所 海外リサーチフェロー
- 1993年 - 九州大学遺伝情報実験施設 助教授
- 1998年 - 国立遺伝学研究所総合遺伝研究系 教授[4]
- 1999年 - 国立遺伝学研究所総合遺伝研究系 研究主幹
- 1999年 - 総合研究大学院大学生命科学研究科 教授（併任）
- 2010年 - 九州大学生体防御医学研究所 教授・主幹教授
- 2012年 - 九州大学生体防御医学研究所 所長
- 2014年 - 九州大学 副学長
- 2018年 - 九州大学 高等研究院長
- 2022年 - 九州大学 名誉教授、九州大学生体防御医学研究所 特命教授
- 2022年 - 九州大学高等研究院 特別主幹教授
- 2023年 - 理化学研究所生命医科学研究センター（横浜） 客員主幹研究員

## 受賞・栄典
- 2009年 - 日本人類遺伝学会賞
- 2012年 - 日本遺伝学会木原賞
- 2015年 - 紫綬褒章[5]
- 2018年 - 上原賞

## 著書
- 「エピジェネティクス入門」（岩波科学ライブラリー）岩波書店 2005年 ISBN 978-4-00-007441-4
- 「もっとよくわかる！エピジェネティクス」（実験医学別冊）羊土社 2020年 ISBN 978-4-7581-2207-8

## 主な業績
- Sasaki H, et al. (1985年). "Presymptomatic diagnosis of heterozygosity for familial amyloidotic polyneuropathy by recombinant DNA techniques". Lancet 325: 100. PMID 2856994.
- Ferguson-Smith AC, et al. (1993). "Parental-origin-specific epigenetic modification of the mouse H19 gene". Nature 362: 751-755. PMID 8469285.
- Kaneda M, et al. (2004). "Essential role for de novo DNA methyltransferase Dnmt3a in paternal and maternal imprinting". Nature 429: 900-903. PMID 15215868.
- Watanabe T, et al. (2008). "Endogenous siRNAs from naturally formed dsRNAs regulate transcripts in mouse oocytes". Nature 453:539-543. PMID 18404146.
- Sasaki H and Matsui Y. (2008). "Epigenetic events in mammalian germ-cell development: reprogramming and beyond". Nat. Rev. Genet. 9:129-140. PMID 18197165.
- Watanabe T, et al. (2011). "Role for piRNAs and non-coding RNA in de novo DNA methylation of the imprinted mouse Rasgrf1 locus". Science 332:848-852. PMID 21566194.
- Stunnenberg HG, et al. (2016年). “The International Human Epigenome Consortium: a blueprint for scientific collaboration and discovery”. Cell 167: 1145-1149. PMID 27863232.
- Yamashiro C, et al. (2018). “Generation of human oogonia from induced pluripotent stem cells in vitro”. Science 362: 356-360. PMID 30237246.
- Tucci V, et al. (2019). "Genomic imprinting and physiological processes in mammals". Cell 176: 952-965. PMID 30794780.